# Rentapia everetti
Rentapia everetti es una especie de anfibios anuros de la familia Bufonidae. Es endémica de Borneo (Brunéi, Indonesia y Malasia), donde se puede encontrar entre los 150 y los 1050 metros de altitud. Es una especie arbórea y se cree que se reproduce en arroyos.